# 1948 w sztukach plastycznych
Wydarzenia w sztukach plastycznych i wizualnych w 1948 roku.

## Wydarzenia
- W Paryżu powstała grupa Cobra, do której należeli Asger Jorn, Karel Appel, Corneille i Pierre Alechinsky[1].
- W Sopocie odbyła się pierwsza edycja Festiwalu Sztuk Plastycznych[2].

## Malarstwo
- Willem de Kooning

Skrzynka pocztowa (Mailbox), (1947-48)
Czarny piątek (Black Friday)
- Antoni Tàpies

Tryptyk
- Edward Hopper

Siódma rano – olej na płótnie
- Jackson Pollock

Obraz (Painting) – farby winylowe na papierze, 61x80 cm

## Grafika
- Maurits Cornelis Escher

Słońce i księżyc – drzeworyt langowy
Kropla rosy – mezzotinta
Gwiazdy – drzeworyt sztorcowy
Rysujące linie – litografia

## Rzeźba
- Alina Szapocznikow

Akt z jabłkiem
Autoportret

## Urodzeni
- 25 maja - Łukasz Korolkiewicz, polski malarz
- Izabella Gustowska, polska artystka intermedialna

## Zmarli
- 8 stycznia – Kurt Schwitters (ur. 1887), niemiecki artysta